# Saint-Joseph-de-Coleraine
Saint-Joseph-de-Coleraine är en kommun i provinsen Québec i Kanada, vars huvudort är byn Coleraine. Den ligger i regionen Chaudière-Appalaches, i den sydöstra delen av landet, 300 km öster om huvudstaden Ottawa.